# Flusswärts 2

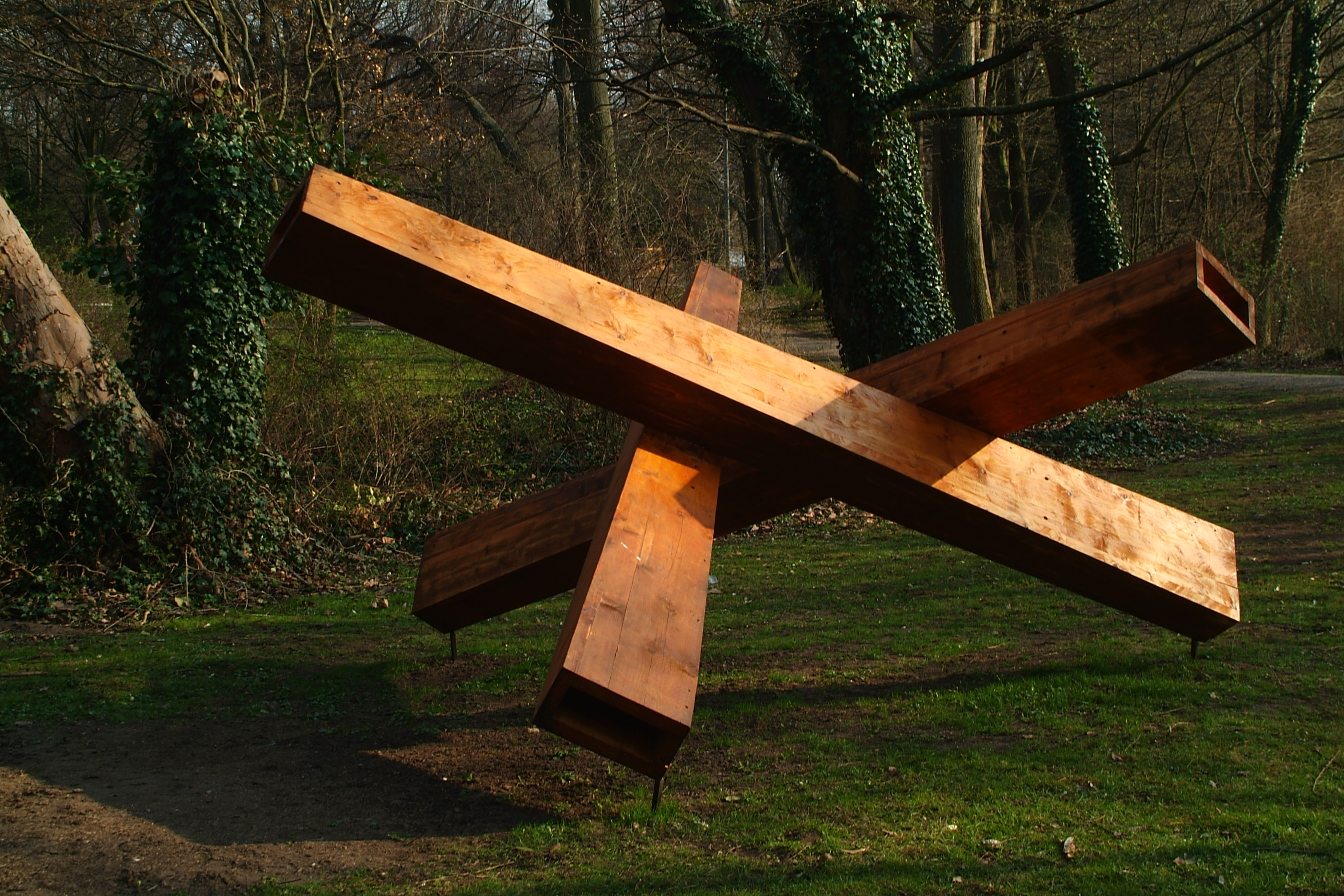
Burkard Bumann-Döres: Soziales Gefüge, 2012

Flusswärts 2 – Skulpturen am Clara-Zetkin-Weg war eine Ausstellung von März 2012 bis März 2013 in Hannover. Skulpturen von elf Künstlern säumen den Clara-Zetkin-Weg entlang der Leine. Die Kunst im öffentlichen Raum war entlang des Fußgänger- und Radwegs installiert, der vom Friedrichswall in Richtung Maschsee führt.

## Geschichte

### Flusswärts 2005 in Hemmingen
Unter dem Titel „flusswärts“ fand schon 2005 in den Flussauen der Leine um Hemmingen eine Freiluftausstellung statt, die Skulpturen auf Zeit präsentierte. Die Idee war, Kunst in die Natur zu integrieren und dadurch eine Verbindung zwischen dem Betrachter und der Landschaft zu schaffen.

### Flusswärts 2 in Hannover
Das verbindende Element des Nachfolgeprojektes von „flusswärts“ ist die Leine. In verschiedener Weise haben die Exponate mit dem fließenden Material Wasser zu tun, mitunter erst auf den zweiten Blick. So entstanden drei der verwendeten Gesteinssorten durch Ablagerungen im Wasser, etwa
- der rote Wesersandstein.[1]
- Im Meeresbecken bei Thüste im südlichen Niedersachsen bildete sich der Thüster Kalkstein.[1]
- Der Obernkirchener Sandstein entstand vor rund 140 Millionen Jahren.[1]

Eröffnet wurde die Ausstellung am 22. März 2012, dem Internationalen Tag des Wassers, durch Regionspräsident Hauke Jagau und Hannovers Bürgermeisterin Regine Kramarek. Mitinitiator Michael Zwingmann, beschrieb die Intention der Ausstellung so:

„Der Skulpturenweg versteht sich als Angebot, sich auf Kunst innerhalb der vom Menschen gestalteten Natur einzulassen. Die Grünfläche am Clara-Zetkin-Weg soll durch die künstlerischen Akzentuierungen von einem Durchgangsbereich zu einem Ort werden, an dem man sich gerne aufhalten möchte …

Der Ansatz unseres Projektes heißt begreifen in seinem ursprünglichen Sinn. Die frei zugänglichen Skulpturen können anders als in einem Museum haptisch erlebt werden.“

Anders als die im Vorbeifahren wahrnehmbare und auf die Wirkung aus der Distanz angelegte Skulpturenmeile zwischen Königsworther Platz und Friedrichswall will flusswärts 2 den Betrachter zur „Entdeckung der Langsamkeit“ bewegen.
Mit der Vernissage startete zugleich das Programm 2012 der Gartenregion Hannover unter dem Motto „Wasserspiele“, unter dem an rund 60 Terminen in 16 Städten und Gemeinden der Region Veranstaltungen organisiert werden.
Künstler von flusswärts 2 waren zumeist Lehrer und Absolventen der Fachhochschule Hannover (FHH):
- Roger Bischoff: Fülle – Leere. Untersberger Marmor[3]
- Fokko Brants: relief for lovers and rough sleepers. Thüster Kalkstein[3]
- Burkard Bumann-Döres: Soziales Gefüge. 2012[3]
- Makoto Fujiwara: Spiegel, Spiegel, Spricht Was! norwegischer Labrador[3]
- Helmut Hennig: „Betreten verboten!“ Die gefangene Zeit: Ein temporär angelegtes Privatgrundstück im öffentlichen Raum. 2012[3]
- Paul Hoffmann: Brücke. 2009, Granit[3]
- Jürgen Scholz: Mißtraue der Idylle, Stahl/Farbe, 2012[3]
- Michael Steup: Untitled 2012. Wesersandstein[3]
- Harald Thomas: Fügung und Trennung Zyklus VIII/Sanduhr. Sandstein, 2012[3]
- Kwanho Yuh: Hallo Platane. Thüster Kalkstein, 2012[3]
- Michael Zwingmann: Plastische Annäherung an das Phänomen der Schwarzen Löcher, Gussasphalt (7-teilig), 2012[3]

Gefördert wurde die Kunst-Aktion durch das Kulturbüro der Stadt Hannover und der Region Hannover.

## Fotogalerie

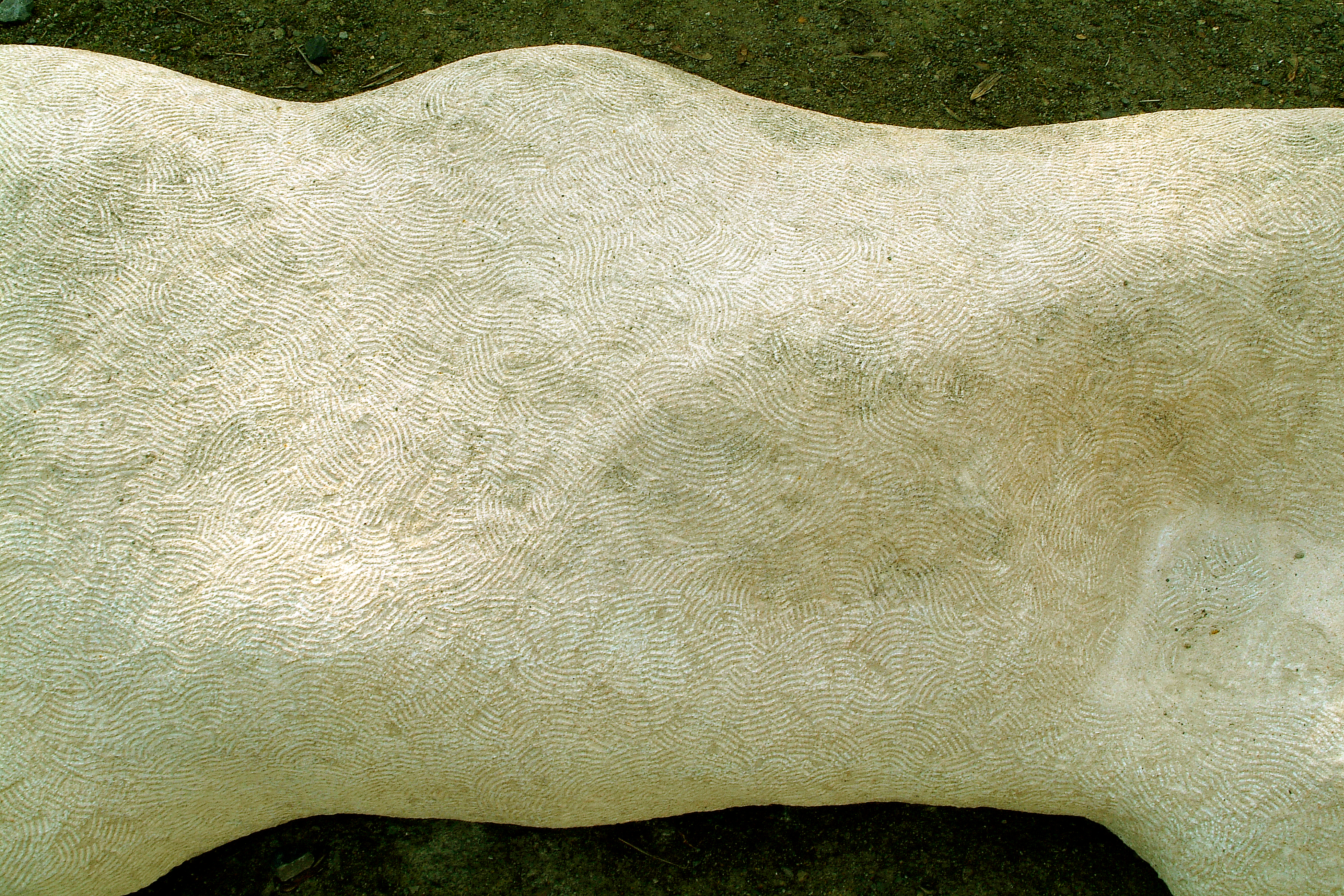
Fokko Brants: relief for lovers and rough sleepers, Thüster Kalkstein
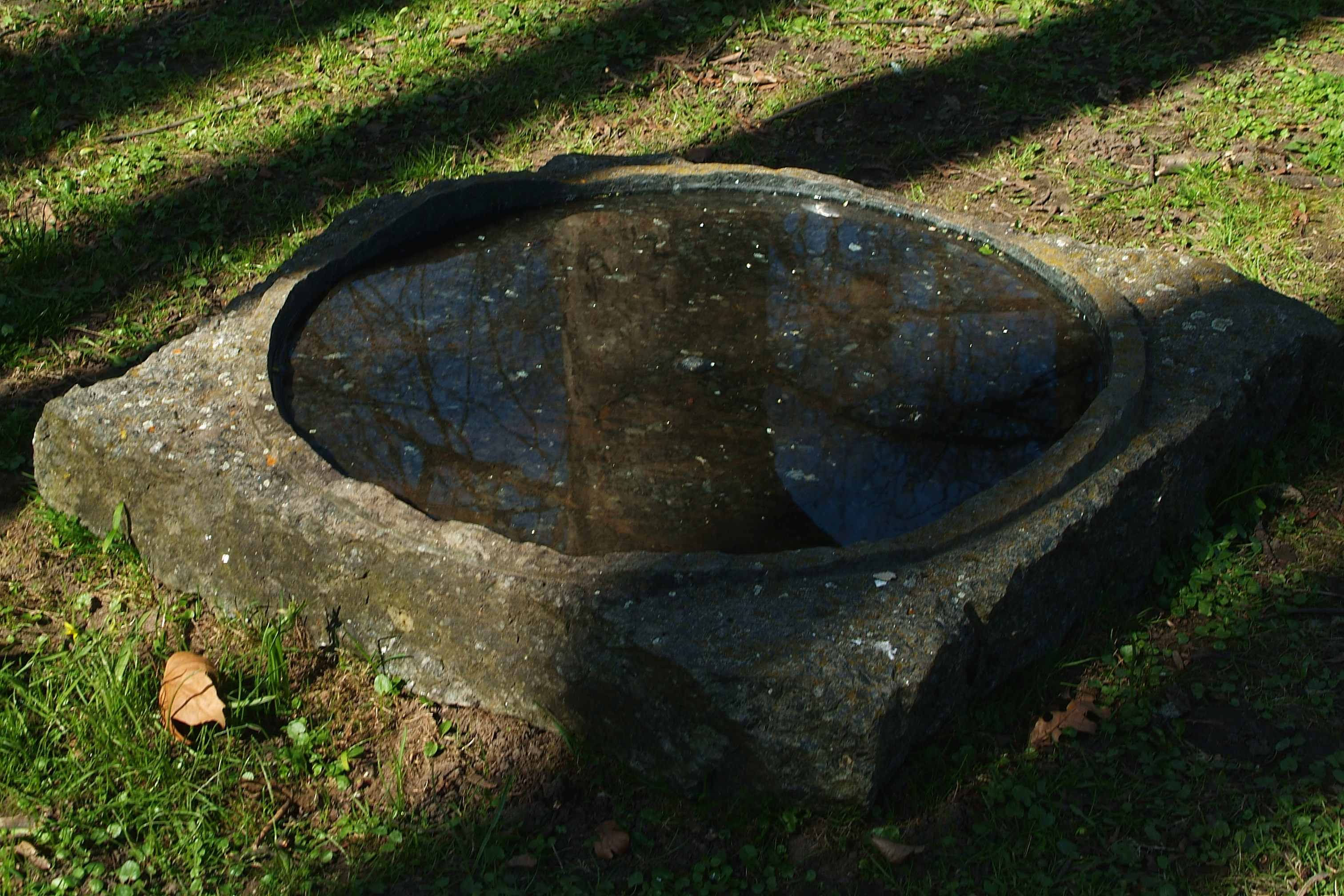
Makoto Fujiwara: Spiegel, Spiegel, Spricht Was! norwegischer Labrador
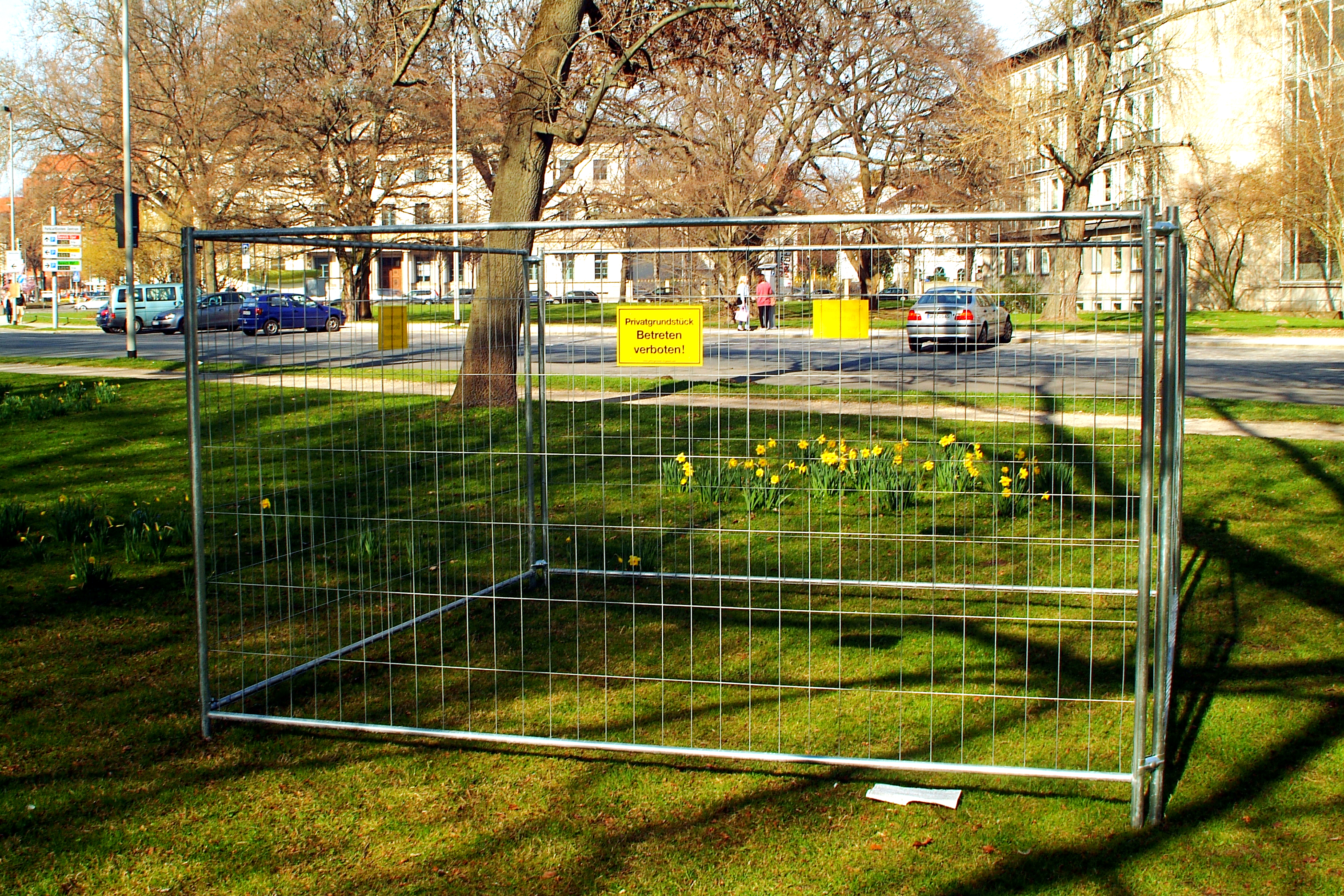
Helmut Hennig: „Betreten verboten!“ Die gefangene Zeit: Ein temporär angelegtes Privatgrundstück im öffentlichen Raum, 2012
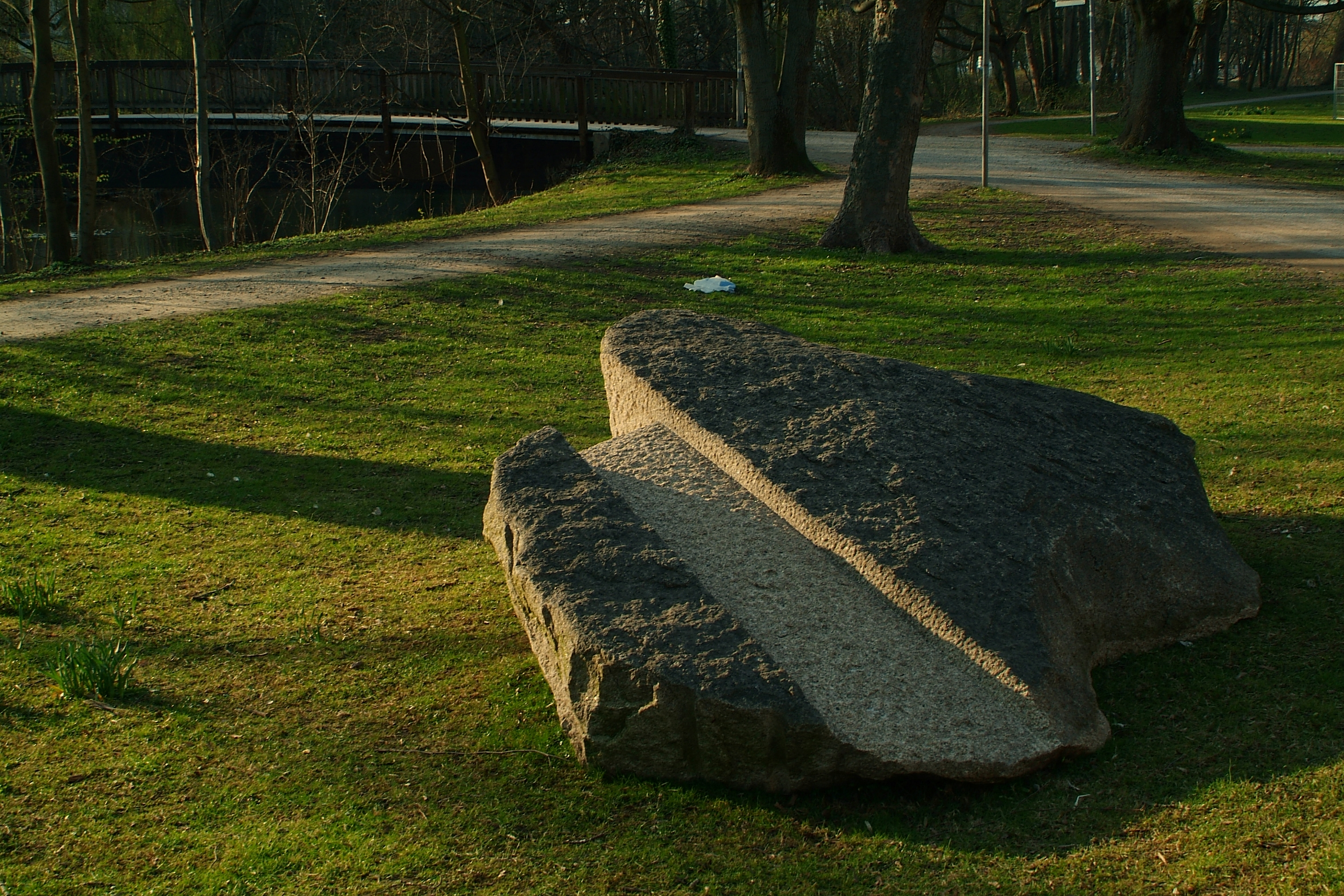
Paul Hoffmann: Brücke, 2009, Granit
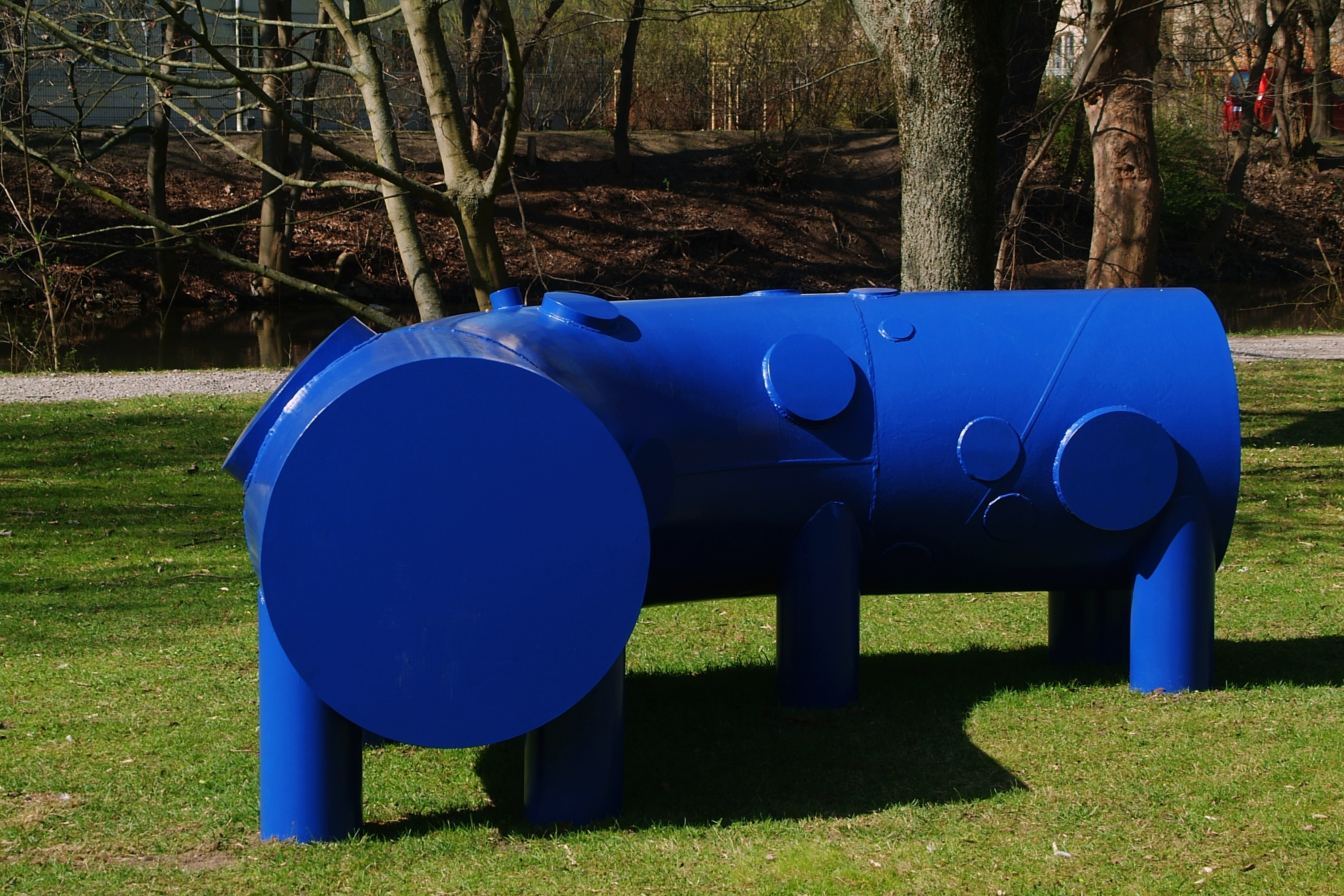
Jürgen Scholz: Mißtraue der Idylle, Stahl/Farbe, 2012
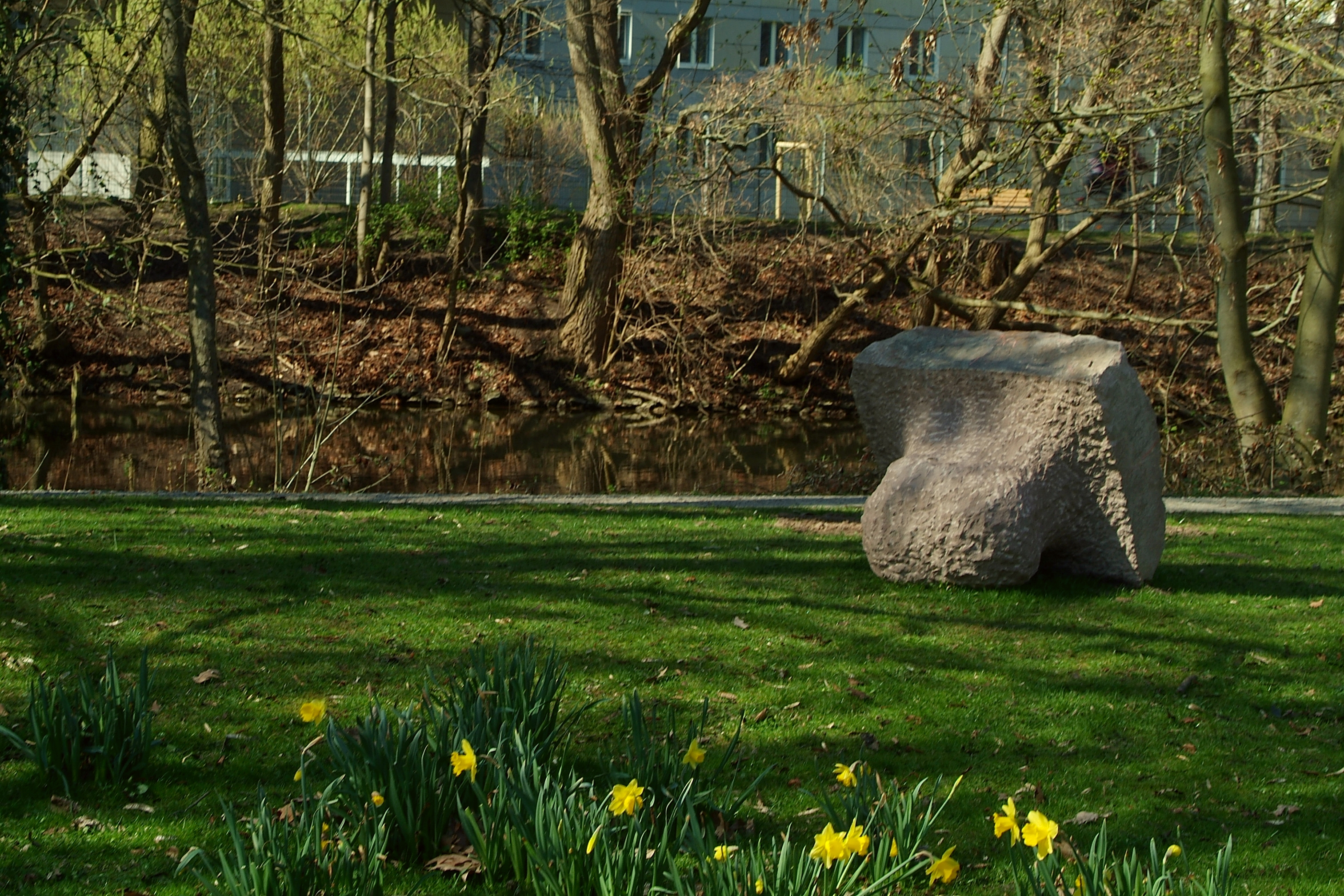
Michael Steup: Untitled 2012, Wesersandstein
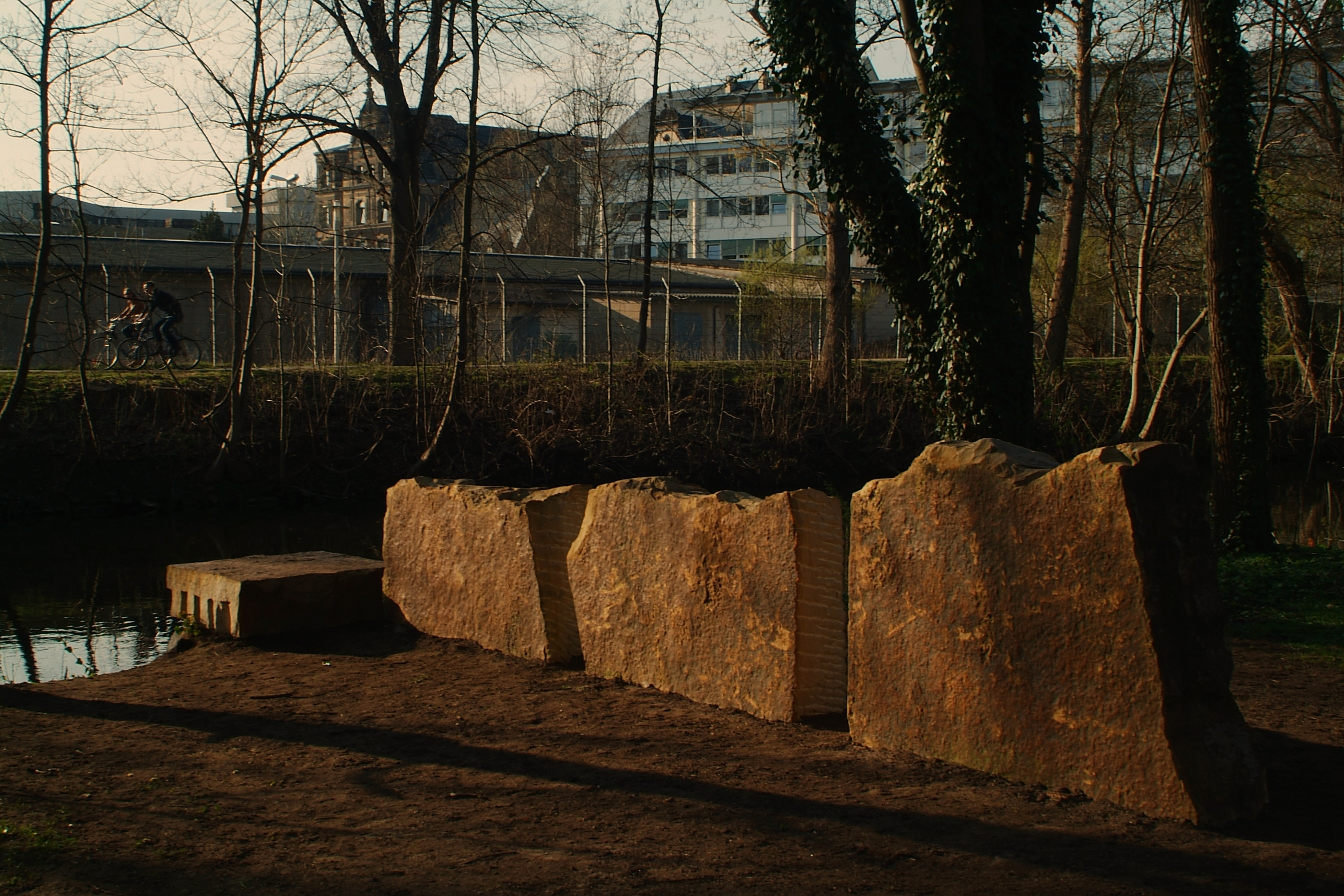
Harald Thomas: Fügung und Trennung Zyklus VIII/Sanduhr, Sandstein, 2012
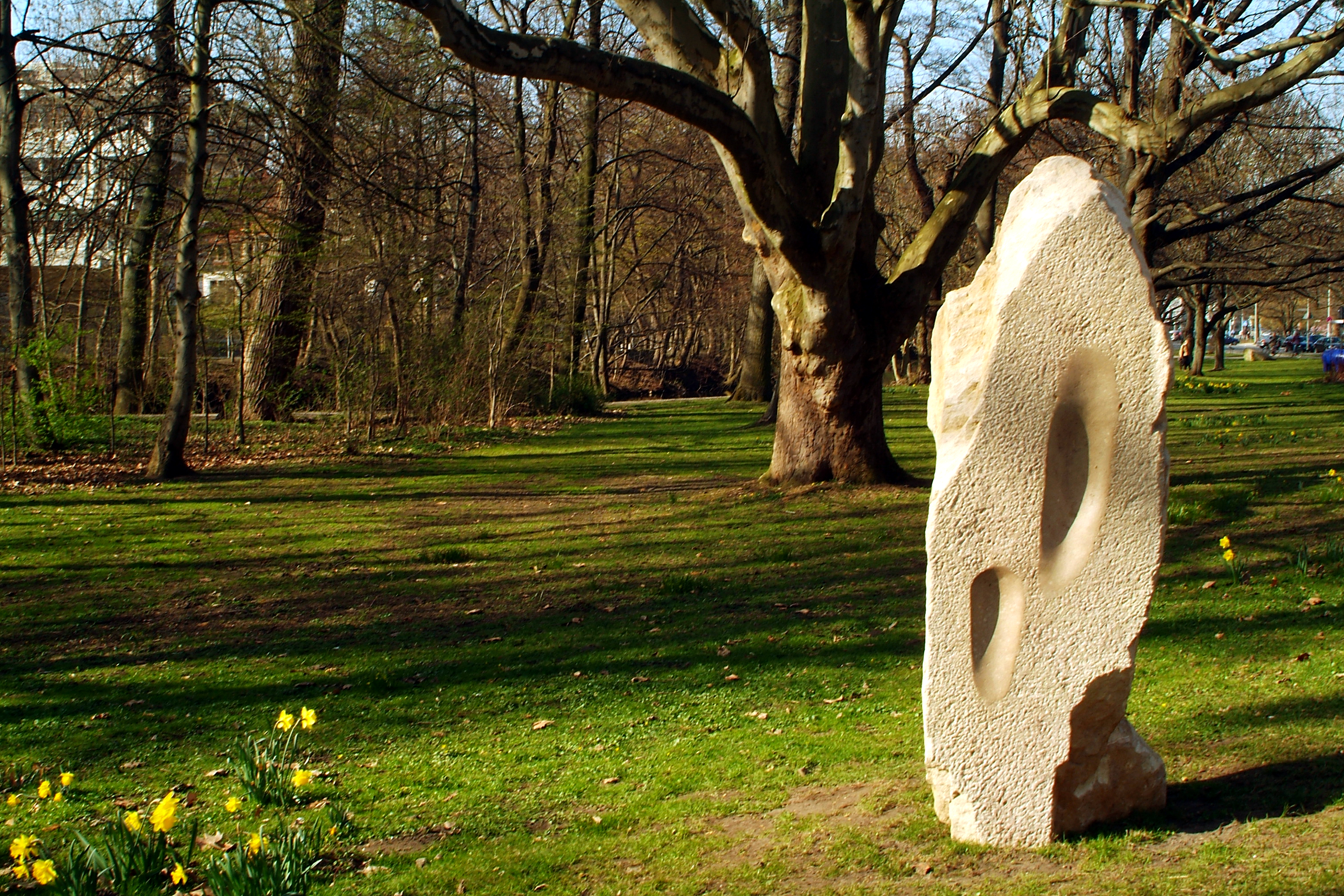
Kwanho Yuh: Hallo Platane, Thüster Kalkstein, 2012
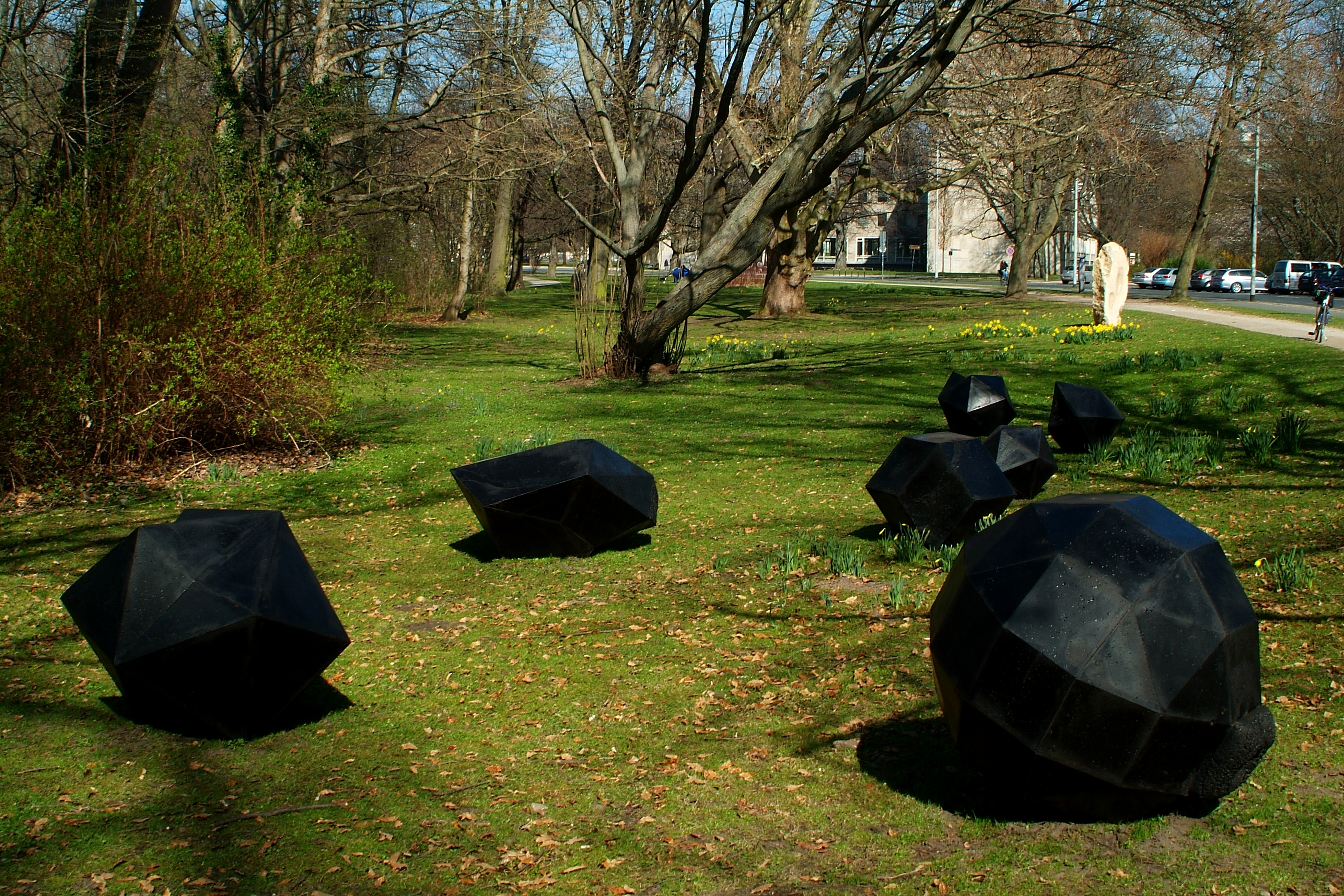
Michael Zwingmann: Plastische Annäherung an das Phänomen der Schwarzen Löcher, Gussasphalt (7-teilig), 2012